# Nitiocellus collarti
Nitiocellus collarti är en skalbaggsart som beskrevs av Emile Janssens 1939. Nitiocellus collarti ingår i släktet Nitiocellus och familjen bladhorningar. Inga underarter finns listade i Catalogue of Life.